# Новосибирский оловянный комбинат

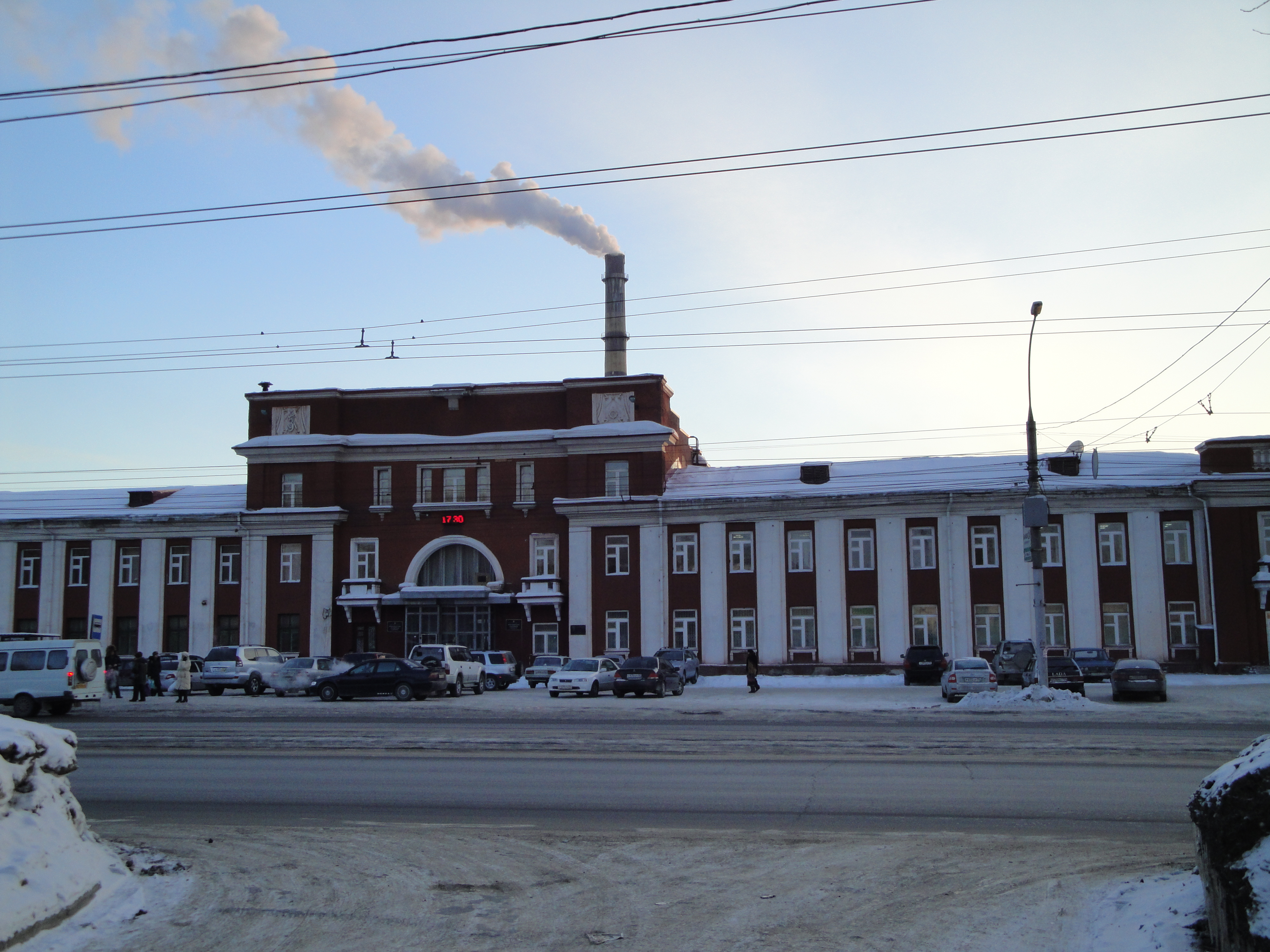
Административное здание комбината

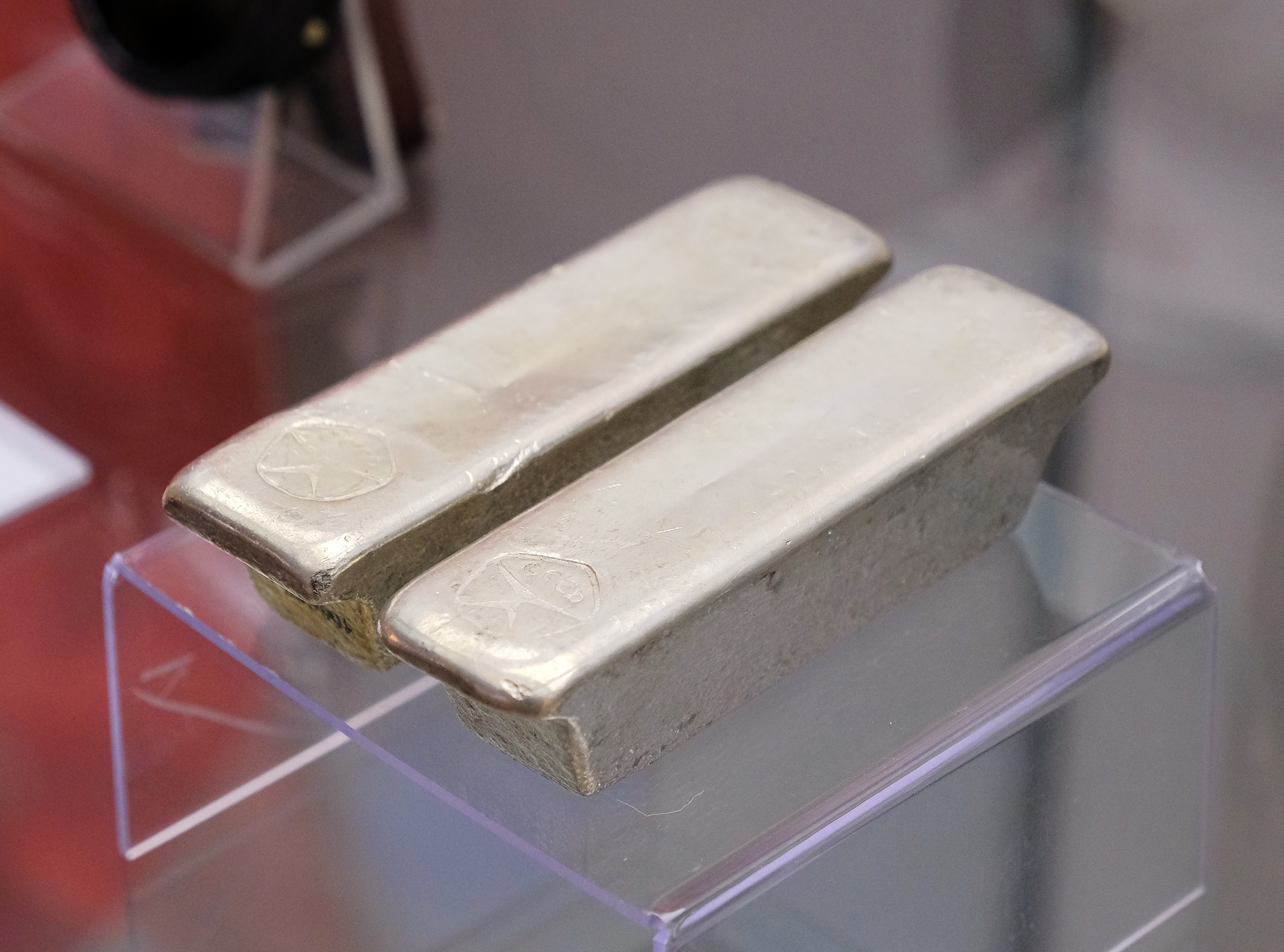
Прутки олова Новосибирского оловокомбината со Знаком качества СССР (Новосибирский краеведческий музей)

ОАО «Новосибирский оловянный комбинат» (ОАО «НОК», Индекс на РТС: NOKN
) — российская компания по выпуску олова и сплавов, крупнейший производитель олова, припоев, баббитов и оловянных сплавов. Штаб-квартира расположена в Кировском районе Новосибирска. Входит в Перечень системообразующих организаций России.
Согласно перспективному проекту планировки района, власти города планируют вынести производство за городскую черту.

## Собственники
- В советскую эпоху предприятие относилось к структуре Министерства цветной металлургии СССР и подчинялось в период с 1942-го до 1957 года Главному управлению по оловянной промышленности «Главолово», а с 1965 года — Главному управлению свинцовой, цинковой и оловянной промышленности «Главцинксвинецолово».[7]
- По данным на 2007 год, акционерами компании являются 598 человек, включая семь номинальных держателей. Самым большим пакетом, составляющим 85,07 %, обладает номинальный держатель — ЗАО «Депозитарно-клиринговая компания». Кроме того, пакетами по 0,67 % и 1,64 % обладают соответственно генеральный директор компании Александр Дугельный и его дочь Елена Дугельная, входящие в состав Совета директоров.[4]
- На 2009 год, по данным «Ведомости».ру, основными акционерами ОАО «НОК» являлись:

1. «Versalo Commercial Ltd» и «Barcelo Commercial Ltd» — соответственно 9,65 % и 7,1 %.[8]
2. ООО «Траст» и ООО «Брайт» — соответственно 19,02 % и 13,13 %.[8]
3. Александр и Елена Дугельные — соответственно 3,92 % и 2,56 %.[8]

## Руководство
- Председатель Совета Директоров — Владимир Шерстов.
- Генеральный директор — Александр Дугельный[4].

## Структура
В 1998 году, чтобы не зависеть от поставок электроэнергии от «ОАО Новосибирскэнерго», в соответствии с договором с компанией ABB, на комбинате был пущен энергоблок 24 МВт. Причём потребность производства составляет 12 МВт. Цель проекта — снижение затрат на электроэнергию, до 2,5 раз.

### Финансовые активы

#### ООО «НОК-Финанс»
Компания являлась 100 % дочерней компанией-поручителем по облигационным займам ОАО «НОК». В сентябре 2010 года ликвидирована. Причиной явился тот факт, что компания допустила реальный дефолт на 210,668 млн руб, в рамках обязательств по досрочному выкупу облигаций одной из серий, не погасив второй купон по ним.

### Добывающие активы

#### ООО «Тяньшаньолово»
В 1999 году ОАО «НОК» приобрёл 50 % пакет акций обогатительного предприятия в Кыргызстане, которое в течение 5 лет осуществляло разработку олово-вольфрамового месторождения «Трудовое» общей площадью 51,2 км².

16 ноября 2007 года по решению «Государственного агентства по геологии и минеральным ресурсам» при правительстве республики Кыргызстан дочерняя компания была лишена лицензии на право разработки. По утверждению руководителя государственного агентства по минеральным ресурсам РК Владимира Зубкова: 
«Причинами лишения лицензии ООО „Тяньшаньолово“ являются: невыполнение на протяжении нескольких лет условий лицензионного соглашения по объёмам добычи, а также ведение неполной переработки руды по извлечению полезных ископаемых».
Однако, по мнению заместителя генерального директора ОАО «НОК», причиной лишения лицензии «являются конкуренты, поставившие цель получить участок месторождения».
В декабре 2007 года, после подачи представителями ОАО «НОК» искового заявления в суд Бишкека с требованием отменить решение Госагентства, суд удовлетворил данный иск и вернул права на месторождение.

#### ОАО «Хинганское олово»
Месторождение олова в Еврейской АО было открыто в 1944 году, а уже в мае следующего года был заложен комбинат «Хинганолово», включавший обогатительную фабрику и рудник. Одновременно закладывался посёлок шахтёров Хинганск.
В 1999 году комбинат был объявлен банкротом. Тогда же на базе бывшего комбината было создано ОАО «Хинганское олово».
С 2000 года 35 % пакетом акций «Хинганское олово» владеет Новосибирский оловянный комбинат.
В апреле 2005 года «Хинганское олово» объявила себя банкротом, а с середины того же года — прекратило добычу.

#### ООО «ГОК „Солнечный“» («Дальолово»)
В 2002 году в Солнечном районе Хабаровского края для возобновления добычи цветных металлов на Фестивальном, Перевальном и Правоурмийском месторождениях была учреждена ООО "ГОК «Солнечный», являющаяся дочерним предприятием ОАО «НОК».
Покупка 51 % акций «Дальолова» состоялась в 1999 году.
В период Мирового финансового кризиса, в самом его начале комбинат «Солнечный» был остановлен. Улучшить свои показатели «Солнечному» удалось лишь в 2009 году. В настоящее время доля компании составляет 45,6 %.

### Проектирование

#### ОАО «ЦНИИОлово»
В марте 1955 года в Новосибирск из Подольска переводится «Центральный НИИ оловянной промышленности», созданный 20 ноября 1950 года. Научное учреждение занималось разработками для таких областей как: геология, горное дело, металлургия, автоматизацией, экономикой, организацией и контролем за производством в оловянной, сурьмяной и ртутной промышленностях. Занималось разработкой обогащения и исследованием руд и пр. работами.

### Производство стеклотары

#### ЗАО «Северск-стекло»
В 2003 году «ОАО НОК» приобрела более 50 % акций компании для достройки завода по выпуску стеклотары общей мощностью 300 млн бутылок в год. В качестве гарантий по обеспечению выданного Сбербанком РФ на пять лет кредита, в размере 385 млн руб., явился залог имущества компании.
В настоящее время, по информации ИА «Интерфакс-Сибирь», ОАО «НОК» принадлежит 46 % акций (ранее 92 %) томского производителя.

## Деятельность

### Показатели деятельности
С 1998 года компания активно вкладывает средства в сырьевую составляющую, приобретая акции горнодобывающих компаний.
По данным на начало 2007 года (1 января), уставный капитал компании составил 400 млн рублей. Выручка за I полугодие 2007 года составила 653,6 млн рублей, а чистая прибыль — 12,9 млн рублей. Экспорт продукции за I полугодие 2007 года составил 156,3 млн рублей. Средний доход на работника в июне 2007 года составил около 16 тысяч рублей. Сумма собственного капитала равна 750 млн рублей.
С 12 сентября 2007 года облигации компании размещены в системе RTS Board.
В марте 2008 года компания приобрела 24 % пакет акций ОАО «ЦНИИОлово», основным видом деятельности которого является разработка в области горного дела, обогащение и металлургия олова, очистки промышленных сточных вод и газов.
В III квартале 2009 года, по информации «Ведомости.ру» и РБСУ, выручка составила — 642,7 млн рублей, а чистая прибыль — 11,14 млн рублей.
С 2009 года в числе основных кредиторов появилась компания ИГ «Русские фонды», после покупки облигаций ОАО «НОК» на 337,46 млн руб. стала крупнейшим держателем, агентом по реструктуризации долга и организатором пятилетнего займа на 1 млрд руб. для комбината. В 2010 году к ней перешёл один из крупных добывающих активов комбината, ООО «Правоурмийское», с добычей в Верхнебуреинском районе Хабаровского края, с общими залежами олова порядка 100 000 т и дававшего комбинату порядка 10—15 % всего сырья. Кроме того, два человека из руководства ИГ «Русские фонды» вошло в состав Совета директоров ОАО «НОК».
По данным на июнь 2010 года, основными кредиторами ОАО «НОК» являются: Сибирский банк Сбербанка РФ с 217,7 млн рублей и КБ «Алемар» с 164 млн рублей, а также Сургутнефтегазбанк.

### Экспорт
Имея производственную мощность порядка 10 тыс. тонн в год, компания поставляет продукцию для предприятий и компаний как внутри России, для стран СНГ, а также в Англию, Францию, США, Южную Корею и в другие страны.

### Сотрудничество
Основными потребителями продукции на внутреннем рынке являются автомобильные, радиаторные заводы, а также крупные металлургические компании.

## История

### Новосибирский завод № 520
История предприятия ведётся с Новосибирского завода № 520, введённого в феврале 1942 года, в составе Наркомата цветной металлургии СССР. В марте 1946 года, в связи с происходившим в СССР преобразованием Народных комиссариатов в Министерства, завод стал подчиняться одноимённому Министерству. В 1947 году предприятие начало строить железобетонную дымовую трубу высотой 100 м, в ту пору самую высокую в Западной Сибири. Её диаметр составляет от 3 метров (в основании) до 1,25 метра (в верхней части).

### Новосибирский оловянный завод
В феврале 1954 года предприятие впервые переименовывается, в Новосибирский оловянный завод. С образованием в стране совнархозов, предприятие (в период с 1957 по 1962 год) относится сначала к Новосибирскому, а с 1962 года — к Западно-Сибирскому совнархозу. С восстановлением в 1965 году Министерства цветной металлургии СССР, предприятие вернулось в его структуру.

### Новосибирский оловянный комбинат «Главцинксвинецзолото»
В марте 1970 года оловянный завод был преобразован и изменил название на Новосибирский Оловянный Комбинат «Главцинксвинецзолото», а в феврале 1976 года вошёл в состав ВПО по свинцовой, цинковой и оловянной промышленности «Союзполиметалл». В период с начала по середину 1970-х годов в состав предприятия входили Научно-исследовательский институт олова ЦНИИОЛОВО и Завод редких металлов № 2.

### ОАО «Новосибирский оловянный комбинат»
В феврале 1990 года комбинат стал одноимённым арендным предприятием. В октябре 1992 года арендное предприятие было преобразовано вначале в акционерное общество открытого типа.
В 1994 году «НОК» выступал в роли инициатора создания ФПГ «Российское олово» и проводил совещание с участием добывающих предприятий РФ. ФПГ была призвана объединить оловянную промышленность России, находившуюся в кризисе из-за прекращения работы восьми горнодобывающих предприятий, а также финансовых трудностей остальных четырёх предприятий.
По планам, данное объединение позволило бы: рационализировать технологии переработки, усовершенствовать кооперацию между добывающими и металлургическими предприятиями, создать ассоциацию по управлению документацией и исследовательскими работами, осуществлять взаимное льготное финансирование, а также сконцентрировать часть финансовых ресурсов предприятий в рамках данного объединения.
В июле 1995 года Новосибирский оловянный комбинат был преобразован в открытое акционерное общество.

## Иски и банкротство

### Иски Сбербанка
18 ноября 2008 года один из основных кредиторов, Сибирский банк Сбербанка России подал в суд сразу шесть исков к ОАО «НОК» и к её дочерней компании «Востоколово». Несмотря на отсутствие информации по суммам исков от сторон, по данным отчётности ОАО «НОК», общая кредиторская задолженность комбината (на 1 октября 2008 года) составляла 1,9 млрд рублей, включая долги по шести кредитам, выданным СБ Сбербанка РФ — 264,3 млн рублей. По одному из этих кредитов в III квартале года возникла просроченная задолженность на 17,6 млн рублей, а уже к ноябрю достигла 30 млн рублей.
В октябре—ноябре 2008 года компания не смогла рассчитаться по облигациям в размере 346,8 млн рублей, которые были предназначены к выкупу по оферте.
Днём ранее, 17 ноября, ОАО «НОК» был предъявлен иск от УК «Северовостоколово», которая управляла двумя горнодобывающими активами компании — «Востоколово» и «Дальолово». Кроме того, ранее компании был предъявлен ещё один иск — от держателя 6,1 % пакета акций — Сургутнефтегазбанка, который требовал выплатить 25,1 млн руб.

### Иск от Хабаровской компании
В 2009 году в Арбитраж Новосибирской области поступало исковое заявление от хабаровской компании ООО «Мерек» с требованием признать банкротом ОАО «НОК». Основные претензии истца касались невыплаты дочерними компаниями «Востоколово» и «Дальолово» — по векселям на сумму 10 млн руб. Данные векселя были получены от аффилированной артели старателей «Амгунь-1» с хабаровской компанией. Основным препятствием для хабаровской ООО «Мерек» являлись те обстоятельства, что в случае банкротства ОАО «НОК», все средства получат основные кредиторы Оловянного комбината, а также тот факт, что основное его имущество — заложено. Однако, в самом «НОК» заявили, что данная задолженность погашена зачётами встречных требований до момента получения хабаровской компанией ценных бумаг.
26 мая 2009 года арбитраж Хабаровского края принял положительное решение по иску о солидарном взыскании с компании и её дочерних предприятий денежных средств. Сумма долга составляла 10 млн 206 тыс. рублей плюс пеня в размере 103 тыс. рублей. Однако, проигравшая сторона, считая данное требование необоснованным, подала протестную жалобу в Шестой апелляционный суд, заседание которого состоялось 6 августа.
По заявлению заместителя генерального директора ОАО «НОК» Владимира Шерстова: 
«Уведомление о зачете встречных требований в счет погашения задолженности по векселям было направлено от ООО „Дальолово“ ещё до уступки права требования по векселям от артели старателей к ООО „Мерек“. Таким образом, артель старателей уступила ООО „Мерек“ уже погашенные векселя» и «Новосибирский арбитражный суд не примет никаких решений по иску с требованием о банкротстве комбината до тех пор, пока не будут получены результаты рассмотрения дела в апелляционном суде».
Однако в марте 2010 года данное дело было прекращено. Причина прекращения — «в связи с отсутствием оснований для введения наблюдения в отношении должника».

### Собственное банкротство
2 июня 2010 года в Арбитражном суде Новосибирской области было зарегистрировано исковое заявление от компании о собственном банкротстве.
По информации РБК, общий долг ОАО «НОК» на 1 апреля 2010 года составлял 1,118 млрд рублей, а всего за первый квартал 2010 года задолженность компании составила 1,6 млрд рублей. Просроченная задолженность компании составила 365 млн рублей.
Просрочка по кредитам банков ОАО «НОК» составила: СБ Сбербанка РФ — просрочка 4 кредитов на сумму 217,7 млн рублей, Национальному резервному банку — по 1 кредиту на 152,7 млн рублей, а также по кредиту банка «Уралсиб» — просрочка порядка 170 млн рублей.
Всего в период с начала 2010 года по настоящее время (июнь 2010 года) в арбитражах Новосибирской и Томской областей было зарегистрировано 36 исков к ОАО «НОК» и дочерним компаниям, разбирательства по которым не завершены.

## Награды
- В Советскую эпоху предприятие выставляло свои экспонаты на ВДНХ СССР[7].
- В декабре 2000 года комиссия Госстандарта России признала систему качества ОАО «НОК» соответствующей ГОСТ Р ИСО 9002-96[34].
- В 2002 году по итогам национального конкурса «Российская Марка» 2 вида продукции комбината удостоились золотых знаков качества конкурса[35].